# Codicil
Un codicil és un document jurídic hereditari de tipus complementari, previst en alguns ordenaments jurídics, que té els seus orígens en el dret romà.

## Dret romà
El codicil és un document al que es va reconèixer eficàcia jurídica en temps d'August. Es tractava d'un escrit que no havia de complir cap mena de formalitat, que s'estenia a manera de carta, i que contenia una o diverses disposicions de darrera voluntat, excepte la institució d'hereu o el desheretament. La figura del codicil, anava lligada estretament a la del fideïcomís, ja que aquest constituïa una successió lliure d'estar sotmesa a les normes civils i el codicil era el document, simple i senzill, en què s'ordenava el fideïcomís.

## Dret civil català
En dret civil català, i d'acord amb l'article 421-20 del Codi civil de Catalunya, és un document que cal que sigui atorgat amb les mateixes solemnitats externes que un testament, i pel qual l'atorgant:
- Disposa dels béns que s'ha reservat per a testar quan ha atorgat un heretament;

- Addiciona alguna cosa al testament que hagi atorgat prèviament;

- Reforma parcialment el testament que hagi atorgat prèviament; o bé

- Dicta disposicions successòries a càrrec dels seus hereus abintestat.

En el codicil no es pot instituir o excloure cap hereu, ni revocar el nomenament d'hereu fet anteriorment. Tampoc no es pot nomenar en un codicil un marmessor universal, ni ordenar substitucions o condicions, llevat que s'imposin als legataris.